# Арабшах-хан
Арабшах-хан або Музаффар Арабшах (*д/н — 1380) — хан Золотої Орди в 1377—1380 роках.

## Життєпис
Походив з династії Чингізидів, був нащадком Шибана, сина Джучі. Син Ібрагіма-оглана, правителя Тюменського юрта. Виступив союзником темніка Мамая та хана Мухаммед-Булака. У 1377 році у відповідь на зазіхання стриєчного брата Каганбека, хана Золотої Орди, на землі Синьої Орди, виступив проти нього, завдавши поразки. Від батька отримав частину Тюменського юрту. Того ж року відновив владу хана в Мордовії та Булгарії. У відповідь проти Арабшаха виступили князі, 2 серпня 1377 року в битві на річці П'яна завдав нищівної поразки війську на чолі із Івана Дмитровича, сином Дмитра Костянтиновича, великого князя Суздальсько-Нижньогородського. 5 серпня Арабшах захопив та пограбував Нижній Новгород та усе великого князівства. Слідом за цим пограбовано велике князівство Рязанське, переможено її правителя Олега Іванович. Невдовзі захоплено та пограбовано саму Рязань.
У взаєминах з Мамаєм зберігав мир, низка дослідників навіть вважають, що підкорявся темніку. В будь-якому разі не воював проти мухаммед-Булака, ставленика Мамая. Останній також не намагався захопити столицю держави — Сарай-Берке. Сам Арабшах також тут зрідка бував.
Арабшах не брав участі в Куликовській битві проти північноруських князівств, оскільки вимушений був захищати володіння з боку Тохмамиша, який 1378 року переміг нащадків Урус-хана, та захопив Білу Орду. Протягом 1379 року Арабшах зазнав низки поразок, втративши Сарайчик та область між Яїком (Уралом) та Волгою. Причиною цього також могла бути спроба спрямувати значні сили на допомогу Мамаю, що готувався до війни з Дмитром, великим князем Московським. У 1380 році зазнав остаточної поразки від Тохтамиша й втратив Сарай-Берке. Подальша доля невідома, ймовірно, невдовзі загинув.